# Troncedo (Cudillero)
Troncedo (en asturiano: Troncéu) es una entidad de población española de la parroquia de Soto de Luiña, perteneciente al municipio de Cudillero, en la comunidad autónoma de Asturias.

## Historia
Hacia mediados del siglo XIX, el lugar, ya por entonces perteneciente a la parroquia de Soto de Luiña del municipio de Cudillero, tenía contabilizada una población de 30 habitantes. Aparece descrito en el decimoquinto volumen del Diccionario geográfico-estadístico-histórico de España y sus posesiones de Ultramar de Pascual Madoz con las siguientes palabras:

TROMEDO: l. en la prov. de Oviedo, ayunt. de Cudillero, felig. de Sta. Maria de Soto: sit. sobre una loma y altura, llamada la Ventana, á la izq. del r. Esqueiro, antes de entrar por las vegas de San Cosme y Prámaro. Su terreno es algo tenaz y medianamente fertil. prod.: maiz, habas, patatas y demas frutos. pobl.: 8 vec., 30 alm.
(Madoz, 1847, p. 207)

En 2023, la entidad singular de población tenía empadronado un único habitante, en diseminado.